# Ópera-samba-rock
Ópera-samba-rock é um estilo de produção musical baseado em Ópera rock, mas com o diferencial de apresentar, além do rock, estilos da Música do Brasil, como a MPB e o Samba, e temáticas brasileiras em suas letras e concepções, além de ser cantado em português.
O estilo foi apresentado pela primeira vez ao público do 43º Festival de Brasília do Cinema Brasileiro pelo piloto do projeto Samba de Uma Nova Gente.